# سة بني
سة بني (بالفارسية: سه بنی) هي قرية تقع في قسم جلغة تشاة هاشم الريفي (مقاطعة دلغان) في إيران. يقدر عدد سكانها بـ 35 نسمة بحسب إحصاء 2016.